# Arxiu Municipal d'Elx
L'Arxiu Històric Municipal d'Elx (AHME) conté documentació d'Elx des del 1265. Està format per l'Arxiu Notarial que s'inicia el 1465 i diverses col·leccions particulars.
La secció administrativa entre 1900 i 1986 va acumular 3000 llibres i 5000 lligams. L'historiador Pere Ibarra i Ruiz (1858-1934), nomenat arxiver el 1924, va fer una primera classificació dels documents. El seu germà Aurelià (1834-1890) el va ajudar a fer-ho. Estudiaven els documents i els mostraven a erudits amb els qui tenien amistat com Francesc Codera, Aurelià Fernández-Guerra, Roc Chabás, Emil Hübner o Juan de Dios de la Rada i Delgado, entre d'altres. L'arxiu conserva un a llibreta de Pere Ibarra anomenada ''Notació de les paperetes que formen l'índex de documents històrics d'Aurelià Ibarra i Manzoni'' on s'evidencia que més de 600 documents eren d'Aurelià que els va lliurar a Pere. Entre els dos germans van documenta una ''Historia d'Elx''.
El van succeir Alexandre Ramos i Floqués des del 1939 i Rafael Navarro Mallebrera des del 1976. L'arxiu es traslladà el 1982 de les golfes de l'Ajuntament d'Elx a l'edifici restaurat de l'antic convent de Sant Josep. Moltes dels seus documents, que estan tancats al públic, estan disponibles des del mapa interactiu de la web del Consell Internacional d'Arxius des del maig del 2020.